# Quatuor opus 39 de Luigi Boccherini
Ce cinquante-cinquième quatuor à cordes  de Luigi Boccherini est le premier d'une série de compositions que le musicien écrit pour son nouveau mécène, le roi de Prusse, Frédéric-Guillaume II. Composé à Madrid en novembre 1787, six ans après son dernier recueil de quatuors, l'opus 33 de 1781, il se décline en quatre mouvements et est en la majeur. Comme la plupart des quatuors « prussiens », il se caractérise par son style brillant et par la relative absence de processus motivique. Mélomane et violoncelliste, le monarque à la différence de don Luis de Bourbon, participe à l'exécution des œuvres nouvellement reçues et n'hésite pas à écrire sur la copie originale de ce quatuor le mot « bene ».

## Analyse
Le quatuor (G.213) s'ouvre sur un Allegro en la majeur à 4/4 modérément rapide - une entrée en matière typique de Boccherini, tout comme le piano de l'introduction indiqué sotto voce e con smorfia par le compositeur. Après la mélodie introductive, cantabile, le violon I se détache dans la seconde partie du thème par une gerbe d'accords de 3 sons, s'établissant d'emblée comme instrument conducteur. Il conservera ce rôle jusqu'à la fin du mouvement dans le style des brillants quatuors de Viotti. 
Le mouvement se déroule néanmoins dans une tension soutenue, en partie favorisée par les trémolos aux voix d'accompagnement et les changements de nuances abrupts. Comme dans la plupart de ses quatuors, Boccherini ne s'attache pas outre mesure au travail thématique et motivique, ce qu'attestent le développement construit selon un schéma traditionnel de modulations, ainsi que le début de la réexposition qui ne reprend pas le premier thème . 
Le deuxième mouvement est un Minuetto qui revêt un caractère de scherzo léger par un travail motivique dont la facture, au sein d'un rythme ternaire, est surprenante. Selon Speck, il s'agit certainement d'un écho aux scherzi qu'avaient composés Haydn dans ses quatuors opus 33 de 1781. Il est suivi d'un Trio dans la même tonalité de la majeur indiqué soave assai con semplicita dirigé par le violon I sur un rythme sautillant et aérien.
Sommet émotionnel de l’œuvre, le Grave mélancolique en ré mineur explore les « replis obscurs du monde intérieur ». Lourde atmosphère remplie d'introspection dans laquelle le compositeur semble y exprimer ses doutes. C'est un climat d’indécision tant harmonique que rythmique. 
Le finale, un Allegro giusto à 2/4 en la majeur est un joyeux rondeau qui prodigue du réconfort dans une atmosphère plus détendue. Il débute par le violon I dans une nuance pianissimo et n'est pas sans rappeler par son allure et son charme les derniers mouvements des quatuors du classicisme viennois, partitions qui n'étaient pas inconnues du monarque prussien. Mais il conserve une inventivité, une légèreté dans l'originalité de la phrase qui n'est propre qu'au Maestro lucquois.

## Structure

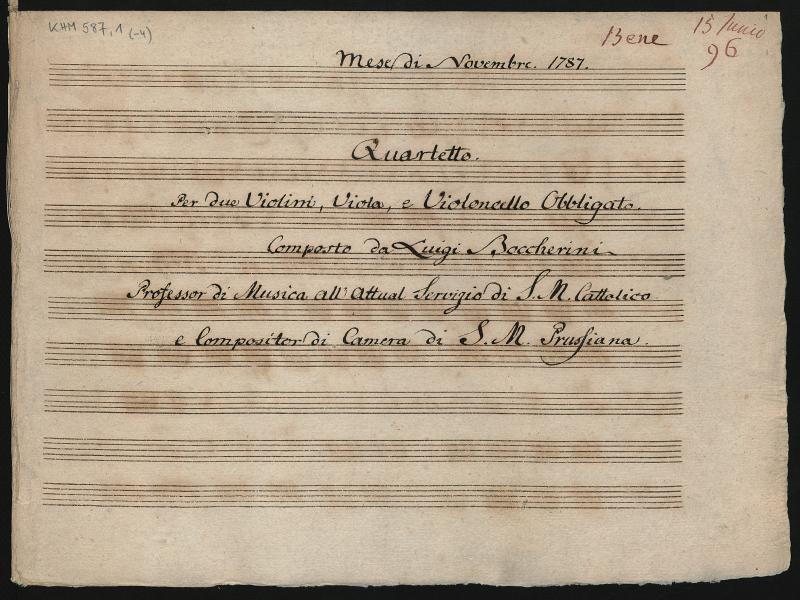
Copie manuscrite du quatuor opus 39 (G.213).

Quatuor à cordes en la majeur opus 39 (G.213)
1. Allegro moderato, 4/4, la majeur
2. Minuetto/Trio, 3/4, la majeur/la majeur
3. Grave, 4/4, ré mineur
4. Allegro giusto, 2/4, la majeur

Sa durée d'exécution est d'environ 18 minutes.

## Manuscrit
Berlin, Deutsch Staatsbibliothek, M.587,  « Mese di Novembre 1787. Quartetto per due violini, viola, e violoncello obbligato composta da Luigi Boccherini Professor di Musica all'attual servizio S.M.Cattolica e compositor di camera di S.M.Prussiana ». Copie ayant été faite à Berlin pour Frédéric-Guillaume II d'après le manuscrit original perdu envoyé par Boccherini.

## Publications
Comme la plupart des compositions destinées à l'usage exclusif de Fréderic-Guillaume II, Boccherini n'a pas l'autorisation de faire publier le quatuor du vivant du monarque. C'est seulement en 1798, après son décès, que la publication a pu se faire chez Pleyel comme opus 39 no 8. Ce quatuor qui ne figure pas dans le catalogue autographe tenu par le compositeur est néanmoins cité par Louis Picquot, son premier biographe, comme faisant partie du numéro d'opus 39 de l'année 1787 . Par sa structure en quatre mouvements, le quatuor est Opera Grande.

## Arrangement
Le quatrième mouvement Allegro giusto de ce quatuor a été arrangé pour flûte, clarinette, cor et basson par Othon Van den Broek comme premier mouvement Allegro de son quatuor en fa majeur no 2 (G.262/2), 1812.

## Discographie
- String Quartets Op.32 (1, 2) & Op.39, Quartetto Borciani, Ivrea-Italy, 2000, Naxos 8.555042
- String quartets op.39 - 41 - 64 (vol. II), Quartetto D'archi di Venezia, Dynamic CDS 127, 1995
- String Quartets Op.39 & 41, The Revolutionary Drawing Room, 1993, CPO 999 205-2
- String Quartets; String Quintets, Petersen Quartet, 2011, PE 463
- Omaggio a Luigi Boccherini, Quartetto Vito Frazzi, 2008,  Fenice Productions 1
- Trio, Quartet & 2 Quintets, Boccherini Quartet, Anner Bylsma (violoncelle), Canal Grande 600

## Pour approfondir
: document utilisé comme source pour la rédaction de cet article.